# Economisti classici
Gli economisti classici sono cronologicamente la terza scuola di pensiero economico, dopo il mercantilismo (e il cameralismo) e i fisiocratici, e sono considerati la prima scuola moderna, che fonda la scienza economica come la conosciamo oggi.

## Descrizione
L'interesse principale degli economisti classici è spiegare il processo di sviluppo economico, della società o della nazione e non più del sovrano o dello Stato, in un contesto storico materiale di rivoluzione industriale e di affermazione del capitalismo. L'interrogativo centrale è come la società possa progredire quando ogni individuo, sia pure appartenente ad una classe sociale, è libero di farsi guidare dal proprio interesse individuale. 
In sintesi, i principali temi trattati dal pensiero classico riguardano:
- Il valore di scambio fra le merci (che rimanda alla teoria del valore-lavoro, cioè alla quantità di lavoro necessaria per   produrle).
- La distinzione fra prezzo di mercato e prezzo naturale (ed interesse per quest'ultimo).
- L'idea che la curva di offerta delle merci sia orizzontale (a parte qualche eccezione come ad esempio i beni agricoli in David Ricardo) e che quindi sia l'offerta a determinare il prezzo naturale di esse, mentre la domanda ne determina solo la quantità.
- L'analisi economica in termini di capitale, terra e lavoro / profitto, rendita e salari.
- La teoria malthusiana della popolazione per spiegare il livello dei salari.

## Storia
Essendo al suo esordio incentrata sull'individuo, la scuola degli economisti classici fa parte del pensiero dell'Illuminismo. Il 1776, anno di pubblicazione de La ricchezza delle nazioni di Adam Smith, è convenzionalmente considerato l'inizio della scuola classica, che offrirà contributi fino alla seconda metà del XIX secolo. 
Secondo la teoria classica, il lavoro è dato da forze automatiche (teoria della mano invisibile). Infatti, secondo i classici, il mercato libero funziona automaticamente, si regola da solo senza l'intervento dello Stato. Quindi, la domanda e l'offerta si incontrano da sole. Tuttavia, lo Stato deve assicurare la difesa, la giustizia e deve occuparsi delle opere pubbliche. 
Un altro grande esponente del liberismo fu David Ricardo che studiò a lungo il settore primario. Ricardo si basava su un particolare schema. Immaginiamo una torta divisa in tre parti uguali. La prima parte sono i salari, che spettano ai lavoratori.
Secondo Ricardo, i salari tendono a stabilizzarsi a livello di sussistenza. Se aumentano i salari, c'è più benessere e aumenta la popolazione, quindi aumenta anche la forza lavoro e diminuisce il prezzo. Se il prezzo diminuisce, anche i salari diminuiscono e con esso anche la popolazione e la forza lavoro, quindi aumentano i salari.
La seconda parte è la rendita, che spetta ai proprietari terrieri. Secondo Ricardo, la rendita è destinata sempre ad aumentare.
Infine abbiamo il profitto, che spetta ai capitalisti. Questo, invece, tende sempre a diminuire. La somma dei salari, delle rendite e dei profitti daranno il prodotto totale. Questo schema porterà ad uno stato stazionario.
Sempre convenzionalmente, la successiva scuola dell'economia neoclassica (o marginalismo) si data dal 1871-1874, anni di pubblicazione delle prime opere sistematiche di William Stanley Jevons, Carl Menger e Léon Walras. Ostile, e contemporanea, ad entrambe fu la scuola storica tedesca dell'economia.
Una forte critica all'economia classica è venuta dall'economia keynesiana a partire dalle teorie elaborate da John Maynard Keynes.

## Principali economisti classici
Tra i principali economisti classici vi sono:
- Adam Smith
- Thomas Robert Malthus
- Jean-Baptiste Say
- David Ricardo
- John Stuart Mill
- Pietro Verri
- Johann Heinrich von Thünen
- Frédéric Bastiat
- Antoine Augustin Cournot
- Jules Dupuit
- Hermann Heinrich Gossen
- Robert Torrens
- Francesco Ferrara
- Karl Marx